# Нана Джанелідзе
Нана Джанелідзе (груз. ნანა ჯანელიძე; нар. 7 серпня 1955, Тбілісі, Грузинська РСР, СРСР) — грузинська кінорежисерка та сценаристка.

## Життя та творчість
У 1981 році закінчила Тбіліський театральний інститут ім. Шота Руставелі, де здобула режисерську освіту.
У 1987 році відбулася прем'єра грузинського фільму «Покаяння» режисера Тенгіза Абуладзе, у якому Джанелідзе виступила як сценаристка та композиторка. Фільм отримав Гран-прі Каннського кінофестивалю, був номінований на «Золотий глобус» у категорії «Найкращий фільм іноземною мовою», а також був нагороджений російською кінопремією «Ніка» в шести номінаціях в тому числі, як «Найкраща сценарна робота».
У 2011 році вийшов документальний фільм «А чи є там театр?!» про життя грузинського актора Кахі Кавсадзе. Фільм був відзначений кінопремією «Ніка» в номінації «Найкращий фільм країн СНД та Балтії».
Восени 2018 року стала відомо що Джанелідзе зніматиме біографічний фільм про українську поетесу Лесю Українку в копродукції Грузії та України. У лютому 2019 року до дня народження Лесі Українки був представлений перший тизер фільму під робочою назвою «Леся Українка. Узлісся».

## Фільмографія
| Рік  | Українська назва                | Оригінальна назва        | Режисер | Сценарист | Продюсер | Нотатки                    | Дж.   |
| ---- | ------------------------------- | ------------------------ | ------- | --------- | -------- | -------------------------- | ----- |
| 1978 | Великий хлопчик і малий хлопчик | დიდი ბიჭი და პატარა ბიჭი | Так     | Так       | Ні       | Короткометражний фільм     | [ 5 ] |
| 1984 | Покаяння                        | მონანიება                | Ні      | Так       | Ні       | Тако ж композитор          | [ 5 ] |
| 1985 | Сім'я                           | ოჯახი                    | Так     | Так       | Ні       | Короткометражний телефільм | [ 5 ] |
| 1988 | Свято                           | დღესასწაული              | Ні      | Ні        | Ні       | Як акторка                 | [ 5 ] |
| 1994 | Колискова                       | იავნანა                  | Так     | Так       | Ні       |                            | [ 5 ] |
| 2002 | Тенгіз Абуладзе                 | თენგიზ აბულაძე           | Так     | Так       | Ні       | Документальний фільм       | [ 5 ] |
| 2003 | Сухий міст мрій                 | მშრალი ხიდის სიზმრები    | Так     | Так       | Так      |                            | [ 5 ] |
| 2005 | Різдвяний подарунок             | საშობაო საჩუქარი         | Так     | Так       | Ні       | Короткометражний фільм     | [ 5 ] |
| 2010 | Співаючі лицарі                 | გალობის რაინდები         | Так     | Ні        | Ні       | Документальний фільм       | [ 5 ] |
| 2011 | А чи є там театр?!              | ნეტავი იქ თეატრი არის?!  | Так     | Так       | Так      | Документальний фільм       | [ 5 ] |
| TBA  | Леся Українка. Узлісся          | —                        | Так     | Ні        | Ні       | У виробництві              | [ 3 ] |